# Buteo auguralis
La poiana collorosso (Buteo auguralis, Salvadori 1865) è un uccello della famiglia degli Accipitridi dell'ordine degli Accipitriformi.

## Sistematica
Buteo auguralis non ha sottospecie, è monotipico.

## Distribuzione e habitat
Questo uccello è molto diffuso nelle regioni aperte di tutta l'Africa occidentale e centrale, nonché nel Sahel. Si trova anche in Angola.